# Tetrachondraceae
Classification APG III (2009)
Famille
Les Tetrachondracées sont une petite famille de plantes dicotylédones, qui ne comprend que deux genres : Polypremum et Tetrachondra.
Ce sont des plantes herbacées succulentes des régions tempérées de Nouvelle-Zélande et de Patagonie.

## Étymologie
Le nom vient du genre type Tetrachondra, composé des mots grecs τετρα / tétra, quatre et χόνδρος / chondros, cartilage, probablement en référence aux fleurs tétramères et sans hypanthium libre (réceptacle floral fusionné).

## Classification
Cette famille n'existe pas en classification classique de Cronquist (1981) qui assigne ces plantes à la famille Lamiaceae.

## Liste des genres
Selon Angiosperm Phylogeny Website (12 nov. 2015) et NCBI (12 nov. 2015) :
- Polypremum (en)
- Tetrachondra (en)

Selon World Checklist of Selected Plant Families (WCSP) (12 nov. 2015) et DELTA Angio (12 nov. 2015) :
- genre Tetrachondra Petrie ex Oliv. (1892)

## Liste des espèces
Selon World Checklist of Selected Plant Families (WCSP) (12 nov. 2015) :
- genre Tetrachondra Petrie ex Oliv. (1892)
  - Tetrachondra hamiltonii Petrie ex Oliv. (1892)
  - Tetrachondra patagonica Skottsb. (1912)

Selon NCBI (12 nov. 2015) :
- genre Polypremum
  - Polypremum procumbens
- genre Tetrachondra
  - Tetrachondra hamiltonii
  - Tetrachondra patagonica